# Ligue de hockey junior majeur du Québec
Die Ligue de hockey junior Maritimes Québec (kurz: LHJMQ, engl. Québec Maritimes Junior Hockey League, kurz: QMJHL, ehemals: Ligue de hockey junior majeur du Québec) ist eine der drei kanadischen Top-Juniorenligen, die die Canadian Hockey League bilden. Sie ist in der Provinz Québec beheimatet, beherbergt aber auch Teams aus den Seeprovinzen.

## Organisation
Neben der Ligue de hockey junior Maritimes Québec existieren in der Canadian Hockey League die OHL und die WHL. In Kurzform wird sie auch oft La/The Q genannt. Die Liga, die zur Saison 2013/14 insgesamt 18 Teams umfasst, wird in drei Divisionen mit jeweils sechs Mannschaften ausgespielt. Als neuestes Franchise wurde zur Saison 2012/13 der Phoenix de Sherbrooke in die LHJMQ aufgenommen.
In der LHJMQ dürfen nur Spieler zwischen 15 und 20 Jahren spielen. Jedes Team hat jedoch die Möglichkeit, drei Spieler einzusetzen, welche beim Saisonstart bereits 20 Jahre alt sind. Diese werden als „Overage“-Junioren bezeichnet.
Die LHJMQ brachte Stars wie Mario Lemieux, Patrick Roy, Martin Brodeur oder Sidney Crosby hervor.

## Mannschaften und Herkunft der Teams
| - 3 Teams aus New Brunswick/Nouveau-Brunswick - Titan d’Acadie-Bathurst - Moncton Wildcats - Saint John Sea Dogs - 2 Teams aus Nova Scotia - Cape Breton Eagles - Halifax Mooseheads - 1 Team aus Prince Edward Island - Charlottetown Islanders | - 6 Teams aus Québec - Drakkar de Baie-Comeau - Saguenéens de Chicoutimi - Remparts de Québec - Océanic de Rimouski - Cataractes de Shawinigan - Tigres de Victoriaville | - 6 Teams aus Québec - Voltigeurs de Drummondville - Olympiques de Gatineau - Armada de Blainville-Boisbriand - Huskies de Rouyn-Noranda - Foreurs de Val-d’Or - Phoenix de Sherbrooke |

## Meisterschaft
Der Meister der LHJMQ erhält die Coupe du Président als Trophäe. Die bisherigen Sieger waren:
- 1970 Remparts de Québec
- 1971 Remparts de Québec
- 1972 Cornwall Royals
- 1973 Remparts de Québec
- 1974 Remparts de Québec
- 1975 Castors de Sherbrooke
- 1976 Remparts de Québec
- 1977 Castors de Sherbrooke
- 1978 Draveurs de Trois-Rivières
- 1979 Draveurs de Trois-Rivières
- 1980 Cornwall Royals
- 1981 Cornwall Royals
- 1982 Castors de Sherbrooke
- 1983 Junior de Verdun
- 1984 Voisins de Laval
- 1985 Canadien Junior de Verdun
- 1986 Olympiques de Hull
- 1987 Chevaliers de Longueuil
- 1988 Olympiques de Hull
- 1989 Titan de Laval
- 1990 Titan de Laval
- 1991 Saguenéens de Chicoutimi
- 1992 Collège Français de Verdun
- 1993 Titan de Laval
- 1994 Saguenéens de Chicoutimi
- 1995 Olympiques de Hull
- 1996 Prédateurs de Granby
- 1997 Olympiques de Hull
- 1998 Foreurs de Val-d’Or
- 1999 Acadie-Bathurst Titan
- 2000 Océanic de Rimouski
- 2001 Foreurs de Val-d’Or
- 2002 Tigres de Victoriaville
- 2003 Olympiques de Hull
- 2004 Olympiques de Gatineau
- 2005 Océanic de Rimouski
- 2006 Moncton Wildcats
- 2007 Lewiston MAINEiacs
- 2008 Olympiques de Gatineau
- 2009 Voltigeurs de Drummondville
- 2010 Moncton Wildcats
- 2011 Saint John Sea Dogs
- 2012 Saint John Sea Dogs
- 2013 Halifax Mooseheads
- 2014 Foreurs de Val-d’Or
- 2015 Océanic de Rimouski
- 2016 Huskies de Rouyn-Noranda
- 2017 Saint John Sea Dogs
- 2018 Titan d’Acadie-Bathurst
- 2019 Huskies de Rouyn-Noranda
- 2020 Saison abgebrochen
- 2021 Tigres de Victoriaville
- 2022 Cataractes de Shawinigan
- 2023 Remparts de Québec
- 2024 Voltigeurs de Drummondville
- 2025 Moncton Wildcats

Insgesamt gelang es zehn Teams der LHJMQ, den Memorial Cup, die offizielle kanadische Juniorenmeisterschaft, zu gewinnen: Den Remparts de Québec (1971, 2006, 2023), den Cornwall Royals (1972, 1980, 1981), den Prédateurs de Granby (1996), den Olympiques de Hull (1997), dem Océanic de Rimouski (2000), den Saint John Sea Dogs (2011, 2022), den Cataractes de Shawinigan (2012), den Halifax Mooseheads (2013), den Titan d’Acadie-Bathurst (2018) und den Huskies de Rouyn-Noranda (2019).

## Auszeichnungen
Mannschaftstrophäen:
- Coupe du Président – Sieger der Playoffs
- Trophée Jean Rougeau – Bestes Team nach der regulären Saison
- Trophée Luc Robitaille – Meiste erzielte Tore
- Trophée Robert LeBel – Bester Gegentorschnitt

Individuelle Trophäen:
- Trophée Michel Brière – Wertvollster Spieler (1972/73)
- Trophée Jean Béliveau – Bester Scorer (1969/70)
- Trophée Guy Lafleur – Wertvollster Spieler der Playoffs (1977/78)
- Trophée Jacques Plante – Bester Gegentorschnitt (1969/70)
- Trophée Guy Carbonneau – Bester defensiver Angreifer (2004/05)
- Trophée Émile Bouchard – Verteidiger des Jahres (1975/76)
- Trophée Kevin Lowe – Bester defensiver Verteidiger (2004/05)
- Trophée Michael Bossy – Bester Professional Prospect (1980/81)
- Coupe RDS – Rookie des Jahres (1991/92)
- Trophée Michel Bergeron – Offensiver Rookie des Jahres (1969/70)
- Trophée Raymond Lagacé – Defensiver Rookie des Jahres (1980/81)
- Trophée Frank J. Selke – Fairster Spieler (1969/70)
- Trophée Marcel Robert – Hochschulspieler des Jahres (1980/81)
- Trophée Paul Dumont – Persönlichkeit des Jahres (1989/90)
- Plaque Wittnauer – Bestes soziales Engagement (1992/93)

Trophäen für Trainer und Funktionäre:
- Trophée Ron Lapointe – Trainer des Jahres (1992/93)
- Trophée Maurice Filion – General Manager des Jahres (2005/06)
- Trophée John Horman – Funktionär des Jahres (1989/90)
- Trophée Jean Sawyer – Marketingdirektor des Jahres (1990/91)
- Trophée Denis Arsenault – Pädagogischer Berater des Jahres (2010/11)

Eingeklammert steht die Spielzeit, in der zum ersten Mal die jeweilige Auszeichnung verliehen wurde.